# Дилов, Любен
Любен Дилов Иванов (25 декабря 1927—10 июня 2008) — болгарский писатель-фантаст.

## Биография
Жил в Германии (1939—1945). 
Окончил Софийский университет по специальности «болгарский язык и литература». Работал в журналах «Септември» и «Картинная галерея». 
Дебютировал в 1951 г. с очерками и реалистическими рассказами. В 1953 г. вышла первая книга Дилова — сборник рассказов «Голуби над Берлином» («Гълъби над Берлин»). Лауреат премий «Еврокон-3» (Польша, Познань, 1976) — за роман «Путь Икара», «Карел Чапек» (Чехия, 1991) — за вклад в культуру. Учредитель национальной жанровой премии «Гравитон», которая вручается с 1991 г. Отец писателя и политика Любена Дилова.

## Творчество

### Романы
- «Атомният човек» — 1958 г.
- «Кладенецът на таласъмите» — 1963 г.
- «Помня тази пролет» — 1964 г.
- «Многото имена на страхът» («У страха много имён») — 1967 г.
- «Тежестта на скафандъра» — 1969 г.
- «Пътят на Икар» — 1974 г.
- «Парадоксът на огледалото» — 1976 г.
- «Звездните приключения на Нуми и Ники» («Звёздные приключения Нуми и Ники») — 1980 г.
- «Пропуснатият шанс. Из съчиненията на моя компютър» («Упущенный шанс») — 1981 г.
- «Незавършеният роман на една студентка» («Неоконченный роман студентки») — 1982 г.
- «До Райската планета и назад. Другите приключения на Нуми и Ники» («До райской планеты и обратно. Новые приключения Нуми и Ники») — 1983 г.
- «Жестокият експеримент» («Жестокий эксперимент») — 1985 г.
- «Библията на Лилит» — 1999 г.
- «Голямата стъпка» — 1999 г.
- «Демонът на Максуел» — 2001 г.
- «Да избереш себе си» — 2002 г.

### Повести и рассказы
- «Наперед, човечество!» («Вперед, человечество!») — 1971 г.
- «Цялата истина около шимпанзето Топси» («Вся правда о Топси») — 1976 г.
- «Новогодишна трагедия» («Новогодняя трагедия») — 1978 г.
- «Странните качества на Борис Левиташки» («Удивительные способности Бориса Левиташки») — 1979 г.
- «Експеримент в криминалния жанр» («Эксперимент в детективном жанре») — 1981 г.
- «Ограбената истина» («Ограбленная истина») — 1981 г.
- «Предисторията на едно заболяване» («Предыстория одной болезни») — 1981 г.